# Unjust
Unjust es un grupo musical de rock alternativo/metal de la Bahía de San Francisco.

## Historia
Unjust se creó en 1990 por dos amigos treceañeros, Russel Tabayoyon (guitarra) y Paul Mendoza (voz, guitarra), al este de la Bahía de San Francisco. Comenzando a tan temprana edad, Unjust consiguió cierta reputación local, aunque no alcanzaron mucho reconocimiento fuera de ella. Russell rechazó una oferta de Deftones en el despegue de la banda, al estar convencido del gran potencial de Unjust. El grupo tocó en fiestas y clubs locales hasta disponer del batería Brian Palkovski (Nueraiea) y el bajo Eric Wong (Heathen, Piranha, Laughing Dead).

### Thin Line Emotions
Unjust comenzó a promocionar su última maqueta en el Dynamo Festival en 1997 en Holanda, puestos en el punto de mira de revistas estadounidenses, sudamericanas y europeas, logrando excelsas críticas. Consiguientemente Unjust fue contratada por la discográfica holandesa Mascot Records.
Unjust grabó su álbum debut, Thin Line Emotions, en los Estudios Sharkbite, en Oakland, California, con el ingeniero y productor Mark Keaton. Como intérpretes invitados se incluyó a Adam Duce de Machine Head, y Steev Esquivel de Skinlab. Las tareas de producción estuvieron a cargo de Gavin Lurssen (Green Day, Social Distortion, Stevie Ray Vaughan) en los Estudios Masterlab, en Hollywood.  Thin Line Emotions se lanzó en 1999.

### Makeshift Grey
Su segundo trabajo fue lanzado en 2001, titulándose Makeshift Grey. Con este álbum, Unjust formó una música oscura y tenebrosa, ubicada en el género metal, con canciones como “Come Feel Me” y “Nylon”. No sólo solidificó la banda su protagonismo en Europa gracias a Mascot, sino que el álbum se convirtió en un éxito del underground para los fanes de La Bahía, y captó el interés de discográficas de mayor reconocimiento en Estados Unidos, a la vez que se hacían hueco entre los premiados de la música californiana. Precisamente fue en este mismo momento cuando el grupo cambió de dirección, siendo parte del motivo la introducción del nuevo guitarrista/cantautor Mike Merino.

## Miembros del grupo
- Paul Mendoza – cantante, guitarrista (1990-presente)
- Mikey Merino – guitarra (2001-presente)
- Eric Wong – bajo (1990-presente)
- Brian Palkowski – (1990-presente)

### Exmiembros
- Russel Tabayoyon – guitarra (1990-2001)
- Thom Tucker – teclados (2001-2008)

## Discografía
- Thin Line Emotions- (1999)
- Makeshift Grey- (2001)
- Glow- (2006)
- To Lose a Name- (2008)